# Гупта, Дешабандху
Рати Рам Дешабандху Гупта известный как Лала Дешабандху Гупта (хинди देशबंधु गुप्ता; 14 июня 1901, Бадапахад, Харьяна, Британская Индия — 21 ноября 1951, близ Калькутты, Индия) — индийский политический и государственный деятель, борец за свободу Индии от британского владычества, член Индийского национального конгресса, законодатель, прозаик и журналист. Депутат Учредительного собрания Индии.

## Биография
Обучался в Колледже Св. Стивенсона. Именно в это время произошла Амритсарская бойня (1919), что оказало большое влияние на молодого студента. Поключился к борьбе за свободу против британского правления в Индии. Ушёл из колледжа. Молодого Рати Рама поддержал Лала Ладжпат Рай, сторонником которого он вскоре стал.
Принимал активное участие в политической деятельности в борьбе за свободу Индии. Несколько раз подвергался арестам и звключениям. Впервые попал в тюрьму в возрасте 19 лет. После освобождения из тюрьмы в 1927 году выступал за раздел Харьяны и Пенджаба.
Погиб 21 ноября 1951 года в авиакатастрофе недалеко от Калькутты.

## Память
- в честь известного борца за свободу, журналиста и писателя учреждена ежегодная премия в размере одного миллиона рупий, которая вручается писателям за "выдающееся выступление в области написания работ о жизни и творчестве Лалы Дешбандху Гупты[1].